# Tino (vinificazione)

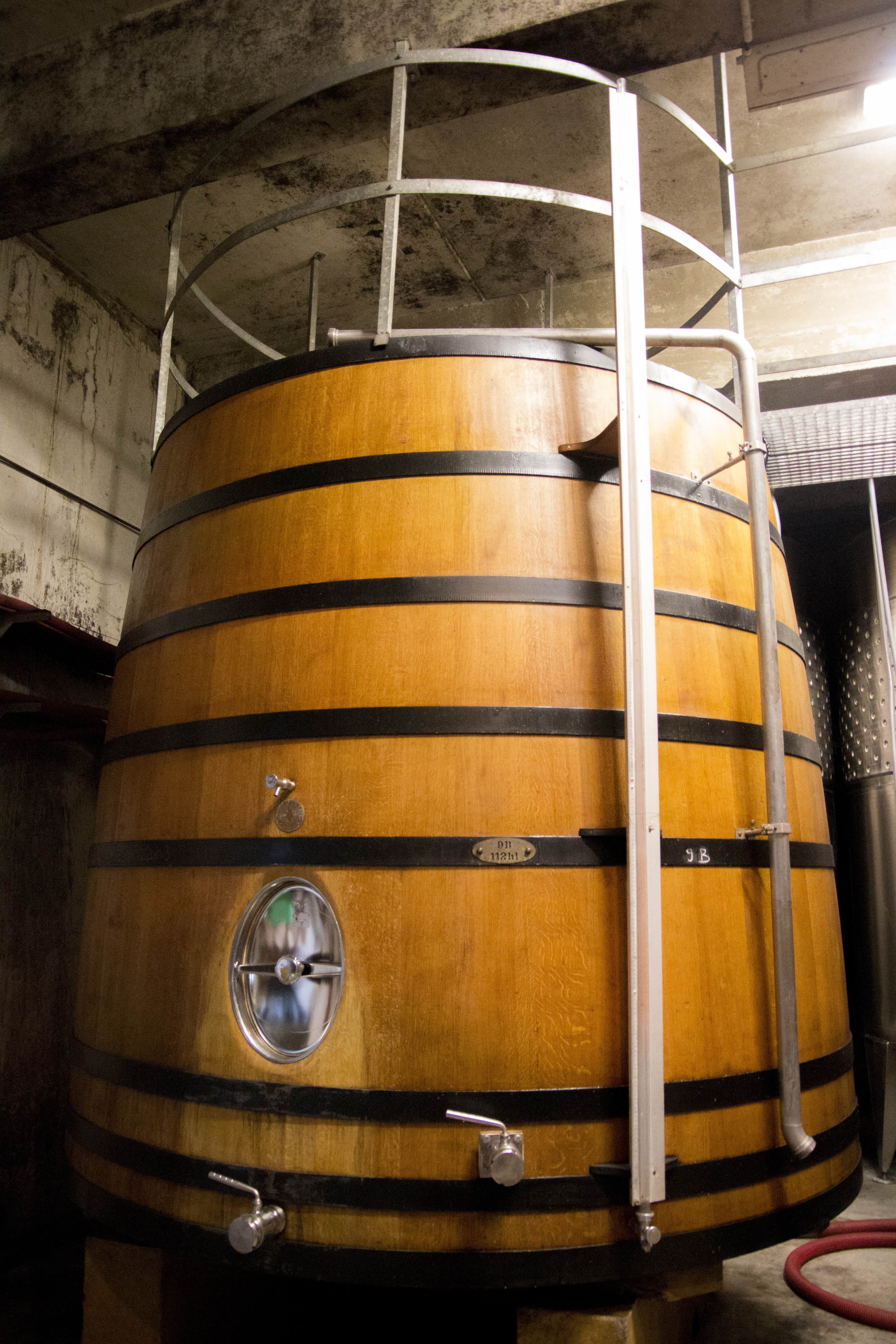
Un tino di bidda

Un tino è un vaso vinario di dimensioni medio-grandi utilizzato per la fermentazione del mosto d'uva.

## Caratteristiche
Si tratta di un recipiente a forma tronco-conica, formato da doghe di legno di quercia o castagno e strette insieme da anelli di ferro. È aperto in alto e possiede un'apertura a sportello in basso per l'estrazione delle vinacce.

## Nomenclatura
Col nome di tino si può intendere popolarmente (ma impropriamente) anche la vasca in muratura o prefabbricata, sempre adibita alla fermentazione del mosto.